# ایالت‌ها و قلمروهای فدرال مالزی

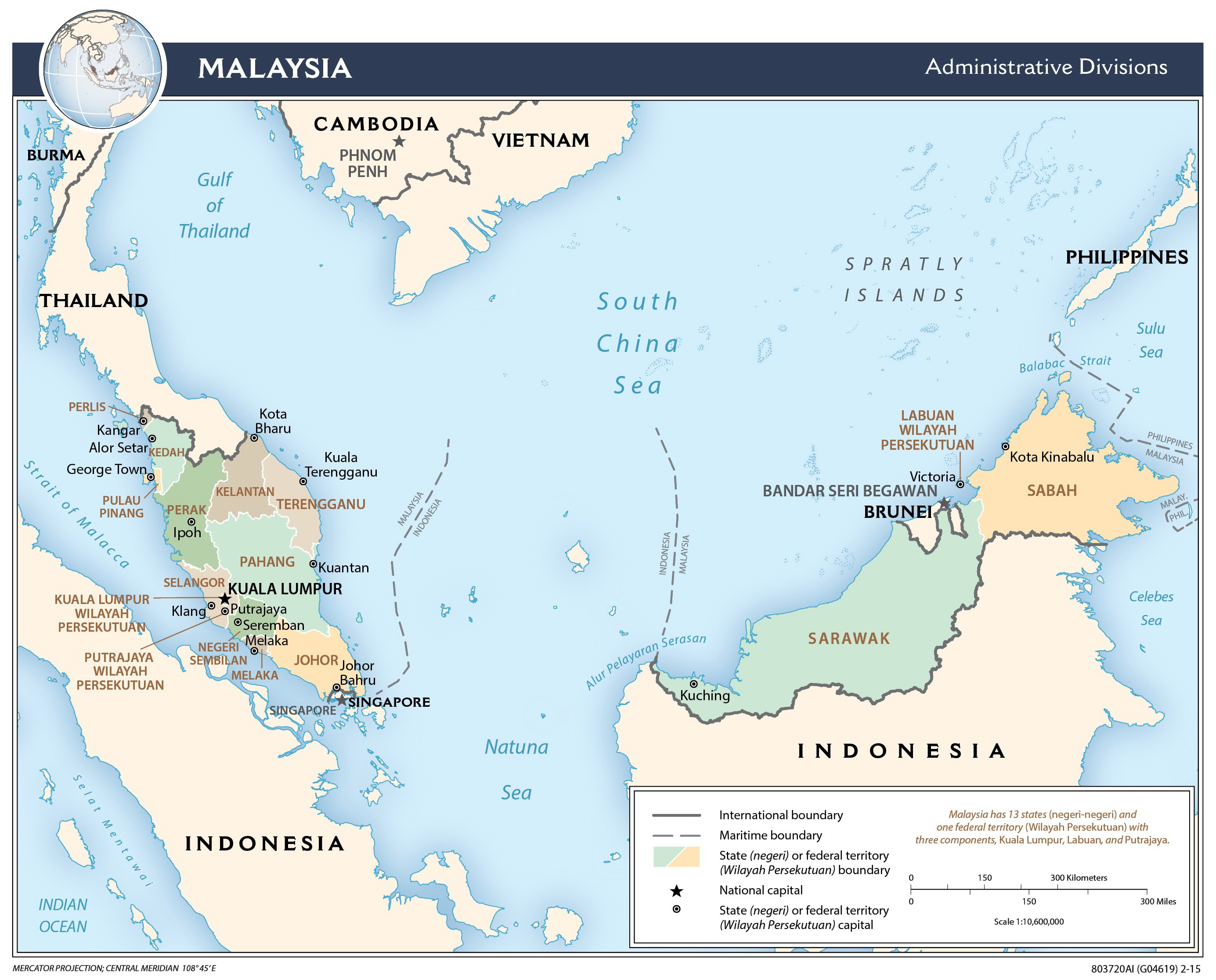
تقسیمات کشوری مالزی

ایالت‌ها و قلمروهای فدرال مالزی (به انگلیسی: States and federal territories of Malaysia) تقسیمات کشوری اصلی در مالزی هستند. مالزی، فدراسیونی متشکل از ۱۳ ایالت (Nageri) و ۳ قلمرو فدرال (Wilayah Persekutuan) است.

## ایالت ها و قلمروهای فدرال
یازده ایالت و دو قلمرو فدرال در شبه‌جزیره مالایی واقع شده اند، که جملگی شبه‌جزیره مالزی (Semenanjung Malaysia) یا مالزی غربی نامیده می شوند. دو ایالت در جزیره بورنئو قرار دارند، و تنها قلمروی فدرال باقی مانده، از جزائر فراساحلی بورنئو تشکیل شده است؛ همه آنها جملگی، مالزی شرقی یا بورنئو مالزی نامیده می شوند. از ۱۳ ایالت مالزی، سیستم زمامداری ۹ ایالت، پادشاهی می باشد.

## ایالت ها
| پرچم                    | نشان ها                         | ایالت         | مرکز           | مرکز سلطنت     | جمعیت.    | مساحت (km2) | پلاک وسائل نقلیه | پیش شماره تلفن                      | Abbr. | ایزو  | اچ دی آی | بخش            | رپیس ایالت                     | رپیس دولت  |
| ----------------------- | ------------------------------- | ------------- | -------------- | -------------- | --------- | ----------- | ---------------- | ----------------------------------- | ----- | ----- | -------- | -------------- | ------------------------------ | ---------- |
| Flag of Johor           | Coat of arms of Johor           | جوهور         | جوهور بهرو     | موار           | ۳٬۷۹۴٬۰۰۰ | ۱۹٬۱۶۶      | J                | ۰۷, ۰۶ (موار و تانگکاک)             | JHR   | MY-01 | ۰٫۸۲۵    | شبه‌جزیره مالزی | سلطان                          | منتری بسار |
| Flag of Kedah           | Coat of arms of Kedah           | کداح          | الور ستار      | آناک بوکیت     | ۲٬۱۹۴٬۱۰۰ | ۹٬۴۹۲       | K                | ۰۴                                  | KDH   | MY-02 | ۰٫۸۰۸    | شبه‌جزیره مالزی | سلطان                          | منتری بسار |
| Flag of Kelantan        | Coat of arms of Kelantan        | کلانتان       | کوتا بهارو     | کوبانگ کریان   | ۱٬۹۲۸٬۸۰۰ | ۱۵٬۰۴۰      | D                | ۰۹                                  | KTN   | MY-03 | ۰٫۷۵۶    | شبه‌جزیره مالزی | سلطان                          | منتری بسار |
| Flag of Malacca         | Coat of arms of Malacca         | ملاکا         | شهر ملاکا      | —              | ۹۳۷٬۵۰۰   | ۱٬۷۱۲       | M                | ۰۶                                  | MLK   | MY-04 | ۰٫۸۳۵    | شبه‌جزیره مالزی | یانگ دی‌پرتوان نگری (فرماندار)  | وزیر اعظم  |
| Flag of Negeri Sembilan | Coat of arms of Negeri Sembilan | نگاری سمبیلان | سرمبان         | سری منانتی     | ۱٬۱۲۹٬۱۰۰ | ۶٬۶۵۸       | N                | ۰۶                                  | NSN   | MY-05 | ۰٫۸۲۹    | شبه‌جزیره مالزی | یانگ دی‌پرتوان بسار (حاکم اعظم) | منتری بسار |
| Flag of Pahang          |                                 | پاهانگ        | کوانتان        | پکان           | ۱٬۶۸۴٬۶۰۰ | ۳۵٬۹۶۵      | C                | ۰۹, ۰۳ (جنتینگ هایلندز), 05 (کمرون) | PHG   | MY-06 | ۰٫۸۰۴    | شبه‌جزیره مالزی | سلطان                          | منتری بسار |
| Flag of Penang          | Coat of arms of Penang          | پنانگ         | جرج تاون       | —              | ۱٬۷۷۴٬۴۰۰ | ۱٬۰۴۹       | P                | ۰۴                                  | PNG   | MY-07 | ۰٬۸۴۵    | شبه‌جزیره مالزی | یانگ دی‌پرتوان نگری (فرماندار)  | وزیر اعظم  |
| Flag of Perak           | Coat of arms of Perak           | پراک          | ایپوه          | کوالا کنگسر    | ۲٬۵۰۸٬۹۰۰ | ۲۱٬۱۴۶      | A                | ۰۵                                  | PRK   | MY-08 | ۰٫۸۱۶    | شبه‌جزیره مالزی | سلطان                          | منتری بسار |
| Flag of Perlis          | Coat of arms of Perlis          | پرلیس         | کنگر           | اراو (Arau)    | ۲۵۵٬۴۰۰   | ۸۱۹         | R                | ۰۴                                  | PLS   | MY-09 | ۰٫۸۰۵    | شبه‌جزیره مالزی | راجه                           | منتری بسار |
| Flag of Sabah           | Coat of arms of Sabah           | صباح          | کوتا کینابالو  | —              | ۳٬۸۳۳٬۰۰۰ | ۷۳٬۶۲۱      | S                | ۰۸۷–۰۸۹                             | SBH   | MY-12 | ۰٫۷۱۰    | مالزی شرقی     | یانگ دی‌پرتوان نگری (فرماندار)  | وزیر اعظم  |
| Flag of Sarawak         | Coat of arms of Sarawak         | ساراواک       | کوچینگ         | —              | ۲٬۸۲۲٬۲۰۰ | ۱۲۴٬۴۵۰     | Q                | ۰۸۱–۰۸۶                             | SWK   | MY-13 | ۰٫۷۸۱    | مالزی شرقی     | یانگ دی‌پرتوان نگری (فرماندار)  | نخست‌وزیر   |
| Flag of Selangor        | Coat of arms of Selangor        | سلانگور       | شاه عالم       | کلانگ          | ۶٬۵۵۵٬۴۰۰ | ۷٬۹۵۱       | B                | ۰۳                                  | SGR   | MY-10 | ۰٫۸۶۳    | شبه‌جزیره مالزی | سلطان                          | منتری بسار |
| Flag of Terengganu      | Coat of arms of Terengganu      | ترنگانو       | کوالا ترنگگانو | کوالا ترنگگانو | ۱٬۲۷۵٬۱۰۰ | ۱۲٬۹۵۸      | T                | ۰۹                                  | TRG   | MY-11 | ۰٫۸۰۰    | شبه‌جزیره مالزی | سلطان                          | منتری بسار |

## قلمروهای فدرال
| پرچم                 | نشان ها              | قلمرو فدرال  | مرکز         | جمعیت.    | مساحت (km2) | پلاک وسائل نقلیه | کد منطقه | Abbr. | ایزو  | اچ دی آی | بخش            | رپیس ایالت          | رپیس دولت                |
| -------------------- | -------------------- | ------------ | ------------ | --------- | ----------- | ---------------- | -------- | ----- | ----- | -------- | -------------- | ------------------- | ------------------------ |
| Flag of Kuala Lumpur | Seal of Kuala Lumpur | کوالا لامپور | کوالا لامپور | ۱٬۷۴۶٬۶۰۰ | ۲۴۳         | W / V            | ۰۳       | KUL   | MY-14 | ۰٫۸۶۷    | شبه‌جزیره مالزی | یانگ دی‌پرتوان آگونگ | شهردار                   |
| Flag of Labuan       | Seal of Labuan       | لابوآن       | ویکتوریا     | ۱۰۰٬۱۰۰   | ۹۲          | L                | ۰۸۷      | LBN   | MY-15 | ۰٫۷۸۴    | مالزی شرقی     | یانگ دی‌پرتوان آگونگ | رئیس لابوآن کورپوریشن    |
| Flag of Putrajaya    | Seal of Putrajaya    | پوتراجایا    | پوتراجایا    | ۱۱۶٬۱۰۰   | ۴۹          | F                | ۰۳       | PJY   | MY-16 | ۰٫۸۷۷    | شبه‌جزیره مالزی | یانگ دی‌پرتوان آگونگ | رئیس پوتراجایا کورپوریشن |

## زمامداری

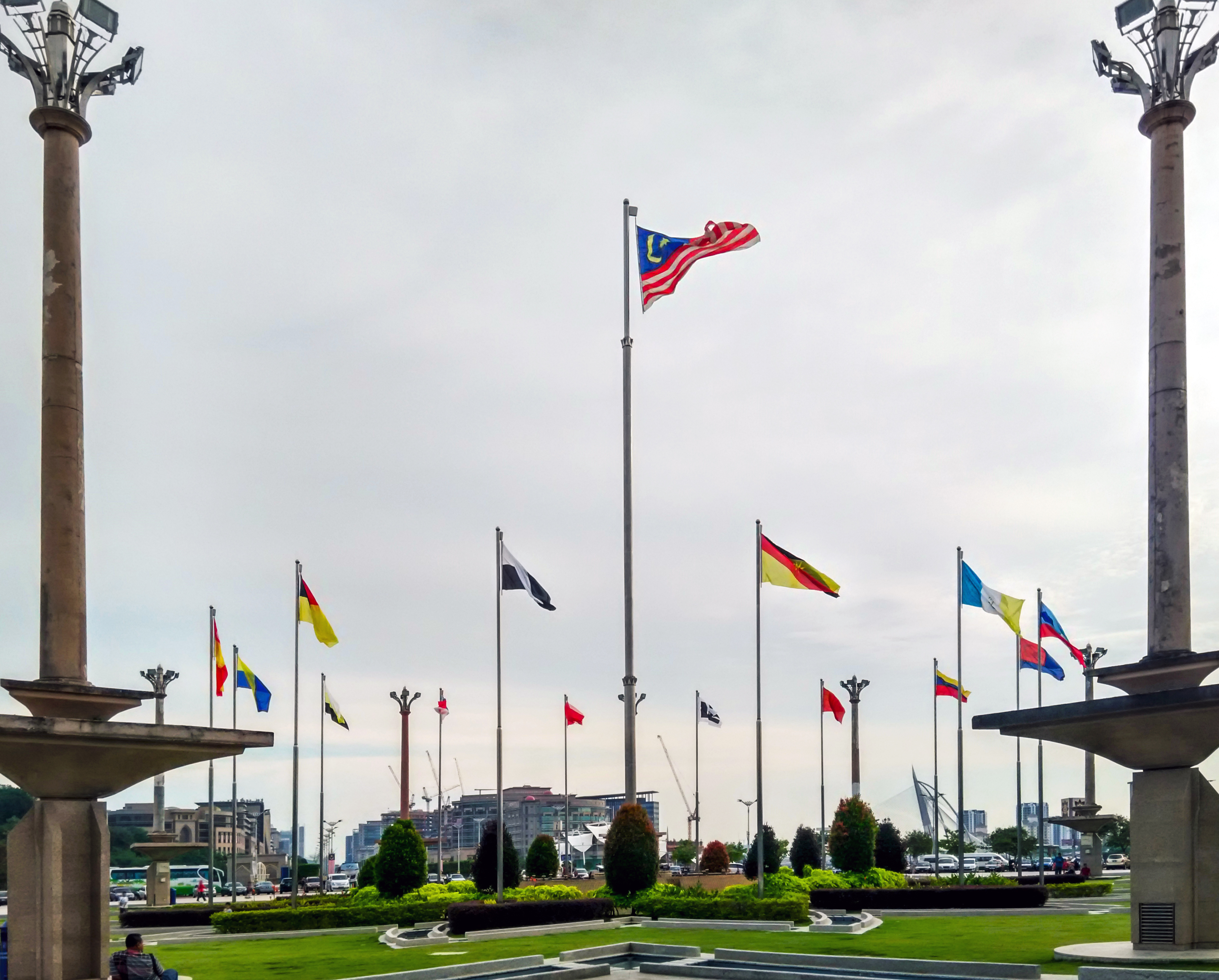
پرچم مالزی و ایالت‌های آن در میدان پوترا, پوتراجایا

وظایف حکمرانی بر ایالت‌ها بین دولت فدرال و دولتهای ایالتی تقسیم شده است، در حالیکه قلمروهای فدرالی به صورت مستقیم توسط دولت فدرال اداره می‌شوند.